# District de Szerencs
Le district de Szerencs (en hongrois : Szerencs járás) est un des 16 districts du comitat de Borsod-Abaúj-Zemplén en Hongrie. Créé en 2013, il compte 36 971 habitants et rassemble 14 localités : 13 communes et une seule ville, Szerencs, son chef-lieu.
Cette entité existait déjà auparavant, d'abord dans l'ancien comitat de Zemplén puis avec la réorganisation comitale de 1950 dans celui de Borsod-Abaúj-Zemplén. Il a été supprimé lors de la réforme territoriale de 1983.

## Localités
- Alsódobsza
- Bekecs
- Legyesbénye
- Megyaszó
- Mezőzombor
- Monok
- Mád
- Prügy
- Rátka
- Szerencs
- Taktaharkány
- Taktakenéz
- Taktaszada
- Tiszalúc